# Спектральна світлова ефективність монохроматичного випромінення
Спектра́льна світлова́ ефекти́вність монохромати́чного випромі́нення — фізична величина, що характеризує чутливість людського ока до впливу на нього монохроматичного світла. Позначається {\displaystyle K(\lambda )}, в Міжнародній системі одиниць (SI) має розмірність лм/Вт. Застаріла назва — видність.
Світлову ефективність {\displaystyle K(\lambda )} зручно і доцільно подавати у вигляді добутку двох співмножників:
{\displaystyle K(\lambda )=K_{m}V(\lambda ),}
де {\displaystyle K_{m}} — значення {\displaystyle K(\lambda )}, що досягається в максимумі, а {\displaystyle V(\lambda )} — безрозмірнісна функція довжини хвилі, яка в максимумі набуває значення, рівного одиниці. Функція {\displaystyle V(\lambda )} називається відносною спектральною світловою ефективністю монохроматичного випромінювання, її фізичний зміст полягає в тому, що вона являє собою відносну спектральну чутливість середнього (нормального) людського ока.

## Визначення
Як відомо, людина має два основних механізми сприйняття світла. Один з них реалізується колбочками за відносно високих яскравостей і освітленностей і має назву денний зір. Інший — паличковий — діє за низьких яскравостей і освітленостей і називається нічним зором Ці механізми істотно відрізняються як за величиною чутливості до світла, так і за характером залежності чутливості ока від довжини хвилі світла, що впливає на нього. Відповідно, у фотометрії визначається дві різні функції відносної спектральної світлової ефективності: одна з них {\displaystyle V(\lambda )} — для денного зору, інша {\displaystyle V'(\lambda )} — для нічного.

### Денний зір

Відносна спектральна світлова ефективність для денного (червона лінія) і нічного (синя лінія) зору.

Визначення {\displaystyle V(\lambda )}, засноване на процедурі вимірювання, формулюється так.
Відносною спектральною світловою ефективністю монохроматичного випромінювання для денного зору {\displaystyle V(\lambda )} з довжиною хвилі {\displaystyle \lambda } називають відношення двох потоків випромінювання відповідно з довжинами хвиль {\displaystyle \lambda _{m}} і {\displaystyle \lambda }, що викликають в точно визначених умовах зорові відчуття однакової сили; при цьому довжину хвилі {\displaystyle \lambda _{m}} обрано так, щоб максимальне значення цього відношення дорівнювало одиниці.
Умови вимірювання зокрема вибирають так, щоб кутовий розмір поля зору під час вимірювань становив 2 градуси, що відповідає кутовому розміру центрального заглиблення жовтої плями сітківки.
Підсумком великої роботи, виконання якої почалося ще в XIX столітті, стало отримання набору значень {\displaystyle V(\lambda )} для діапазону довжин хвиль 380—770 нм. Значення {\displaystyle V(\lambda )} отримано шляхом усереднення даних, отриманих за участі великої кількості спостерігачів. 1924 року Міжнародна комісія з освітлення (МКО) затвердила цей набір як стандарт, після чого він став міжнародно визнаним і використовується донині. В Україні цей стандарт також діє.
Залежність {\displaystyle V(\lambda )} наведено на малюнку. Її максимум припадає на довжину хвилі 555 нм.
У системі SI одиниця сили світла кандела визначена так, що максимальна світлова ефективність монохроматичного випромінення для денного зору {\displaystyle K_{m}} дорівнює 683 лм/Вт. Таким чином, виконується:
{\displaystyle K(\lambda )=683V(\lambda ).}

### Нічний зір
Як визначення світлової ефективності для випадку нічного зору придатне наведене вище формулювання після відповідної заміни в ньому назви означуваної величини.
Після виконання необхідних вимірів та досліджень отримано залежність {\displaystyle V'(\lambda )}. Її табличні значення в 1951 році затверджено МКО як стандарт. У графічному вигляді її наведено на малюнку. Як видно з малюнка, крива {\displaystyle V'(\lambda )} зсунута відносно {\displaystyle V(\lambda )} в короткохвильовий бік, при цьому її максимум припадає на 507 нм.

### Сутінковий зір
У сутінковому зорі одночасно беруть участь, як колбочки, так і палички. При цьому відносний внесок рецепторів кожного типу змінюється зі зміною рівня освітлення, відповідно змінюється і світлова ефективність. Тому сутінковому зору неможливо зіставити якусь одну стандартну функцію, що описує спектральну залежність світлової ефективності.

## Використання
Активну частину свого життя людина проводить переважно в таких умовах освітлення, коли діє денний зір. Користуючись ним, вона отримує більшу частину візуальної інформації. Тому на практиці здебільшого використовується спектральна ефективність {\displaystyle V(\lambda )}, що стосується денного зору. Саме вона (разом з коефіцієнтом {\displaystyle K_{m}}) лежить в основі системи світлових фотометричних величин.
Система фотометричних величин влаштована так, що кожній енергетичній величині {\displaystyle X_{e}(\lambda )} відповідає певна світлова величина {\displaystyle X_{v}(\lambda )}. В разі монохроматичного світла зв'язок між ними описує співвідношення
{\displaystyle X_{v}(\lambda )=K_{m}X_{e}(\lambda )V(\lambda ).}
Для немонохроматичного світла аналогічне за змістом співвідношення має вигляд:
{\displaystyle X_{v}=K_{m}\cdot \int \limits _{380~nm}^{780~nm}X_{e,\lambda }(\lambda )V(\lambda )d\lambda ,}
де {\displaystyle X_{e,\lambda }(\lambda )} — спектральна густина величини {\displaystyle X_{e}(\lambda )}. Спектральна густина визначається як відношення величини {\displaystyle dX_{e}(\lambda ),} що припадає на малий спектральний інтервал, розташований між {\displaystyle \lambda } і {\displaystyle \lambda +d\lambda ,} до ширини цього інтервалу:
{\displaystyle X_{e,\lambda }(\lambda )={\frac {dX_{e}(\lambda )}{d\lambda }}.}
З урахуванням чисельного значення {\displaystyle K_{m}} виходить:
{\displaystyle X_{v}=683\cdot \int \limits _{380~nm}^{780~nm}X_{e,\lambda }(\lambda )V(\lambda )d\lambda .}
Таким чином, використання відносної світлової ефективності {\displaystyle V(\lambda )} дозволяє, знаючи енергетичні характеристики світла, розраховувати його світлові параметри.